# Lensko, Haskovo
Lensko (în bulgară Ленско) este un sat în comuna Ivailovgrad, regiunea Haskovo,  Bulgaria. 

## Demografie
Componența etnică a satului Lensko
     Bulgari (70%)
     Turci (25%)
     Nicio identificare (5%)
     Altele (0%)
La recensământul din 2011, populația satului Lensko era de 20 locuitori. Din punct de vedere etnic, majoritatea locuitorilor (70%) erau bulgari, cu o minoritate de turci (25%). Pentru 5% din locuitori nu este cunoscută apartenența etnică.